# Nick Heidfeld
Nick Heidfeld (* 10. května 1977) je bývalý německý pilot Formule 1. V roce 2011 jezdil za tým Lotus Renault GP jako náhrada za zraněného Roberta Kubicu.

## Kariéra před Formulí 1
Heidfeld se narodil v Mönchengladbachu, v Německu, a svou závodnickou kariéru začal v roce 1988. V roce 1994 se přesunul do Německé Formule Ford a vysloužil si pozornost, když získal 8 vítězství, z 9 závodů a zajistil si tak titul. Roku 1995 vyhrál Německý mezinárodní šampionát Formule Ford 1800 a skončil druhý v Zetec Cupu. Tyto výsledky mu zajistily místo v šampionátu Německé Mezinárodní Formule 3 pro rok 1996. Tam skončil celkově třetí, když vyhrál 3 závody. V následujícím roce vyhrál Heidfeld šampionát Německé Formule 3, a také prestižní závod v Monaku. V roce 1998 vyhrál 3 závody a stal se vicemistrem v Evropské Formuli 3000 s týmem West Junior Team. Smůlou bylo, že v posledním závodě ztratil pole position, když v jeho voze bylo nevyhovující palivo. V tom závodě dojel devátý a o 7 bodů tak prohrál s Juanem Pablem Montoyou, který šampionát vyhrál. V průběhu této sezóny také Nick testoval oficiálně pro tým McLaren ve F1. V sezóně 1999 vyhrál Mezinárodní šampionát Formule 3000. V témže roce také překonal rekord trati na Goodwoodském Festivalu rychlosti, který drží dodnes.

## Formule 1

### 2000: Prost
Heidfeld podepsal na rok 2000 smlouvu s týmem Prost, kde jeho stájovým kolegou byl Jean Alesi. Heidfeld bojoval s nespolehlivým Prostem a v sezóně mnohokrát nedokončil závod a byl porážen zkušenějším Alesim. V celé sezóně nezískal Nick ani bod a na konci sezóny ukončil spolupráci s týmem Prost.

### 2001-2003: Sauber
Poté podepsal tříletou smlouvu s týmem Sauber a pro rok 2001 závodil po boku nováčka Kimiho Räikkönena. Po ukončení kariéry Miky Häkkinena si mnoho lidí myslelo, že právě Heidfeld jej v týmu McLaren nahradí. Tak se ovšem nestalo a Nick odjel sezónu se Sauberem. V celkovém bodování porazil Räikkönena a získal dokonce své první stupně vítězů, to bylo v Brazilské Grand Prix. Místo u McLarenu mu pro další roky vyfouknul Räikkönen a Heidfeld zůstal v Sauberu ještě v letech 2002 a 2003. V těch letech se nijak výrazně neprosazoval a pohyboval se v bodování na začátku druhé desítky.

### 2004: Jordan

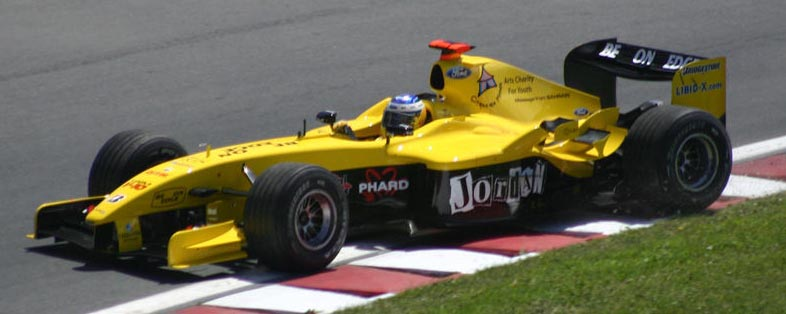
Heidfeld ve voze Jordan v Grand Prix Kanady 2004.

Po sezóně 2003 zůstal Heidfeld bez místa a vypadalo to s jeho kariérou ve F1 zle. Nakonec ale přece jen podepsal smlouvu s týmem Jordan na rok 2004, jeho týmovým kolegou byl Giorgio Pantano. S pomalu krachujícím Jordanem ale získal jen 3 body.

### 2005: Williams
V zimě před sezónou 2005 Nick testoval pro Williams, a nakonec se utkal v „rozstřelu“ s Antoniem Pizzoniou o druhé místo u Williamsu. 31. ledna 2005 bylo oznámeno, že druhým jezdcem pro rok 2005 u Williamsu bude Heidfeld.
Sezónu odstartoval celkem slušně, v druhém závodě, v Malajsii, dojel třetí. 

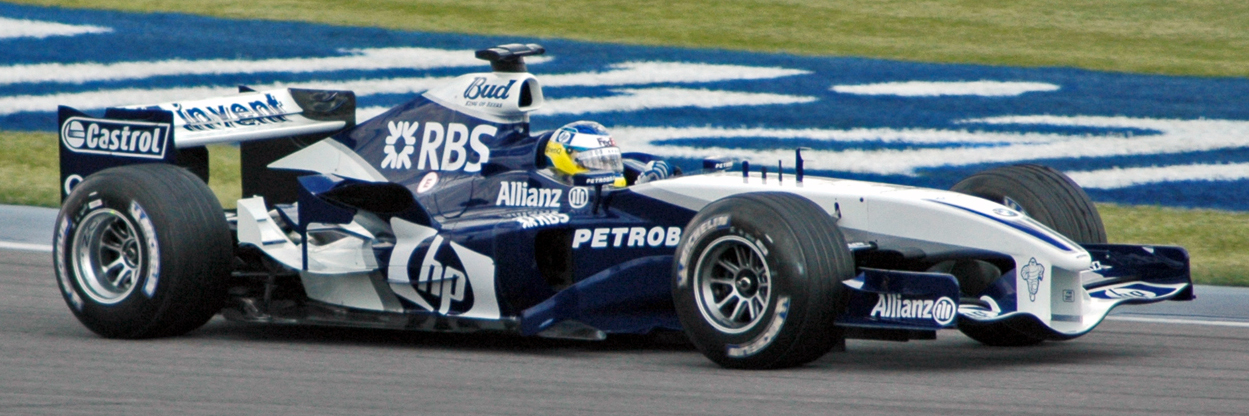
Heidfeld ve voze Williams v tréninku na Grand Prix USA 2005.

V sedmém závodě sezóny 2005, na domácím okruhu Nürburgring, získal Nick své první pole position. A také získal své nejlepší umístění v kariéře, skončil druhý v Monaku a na Nürburgringu. Grand Prix v Itálii a Belgii musel Nick kvůli zranění při testech vynechat. V Brazílii už startovat měl, nicméně se zranil znovu, když ho na kole srazila motorka. Tak musel celý zbytek sezóny vynechat. Celkem získal 28 bodů a obsadil 11. místo.

### 2006-2009: BMW Sauber

#### 2006
Smlouvu na další rok podepsal Heidfeld s BMW (které dodávalo motory Williamsu), které koupilo tým Sauber a vytvořilo svůj vlastní tým, BMW Sauber. Kontrakt byl podepsán na 2 roky, s opcí na rok 2008.

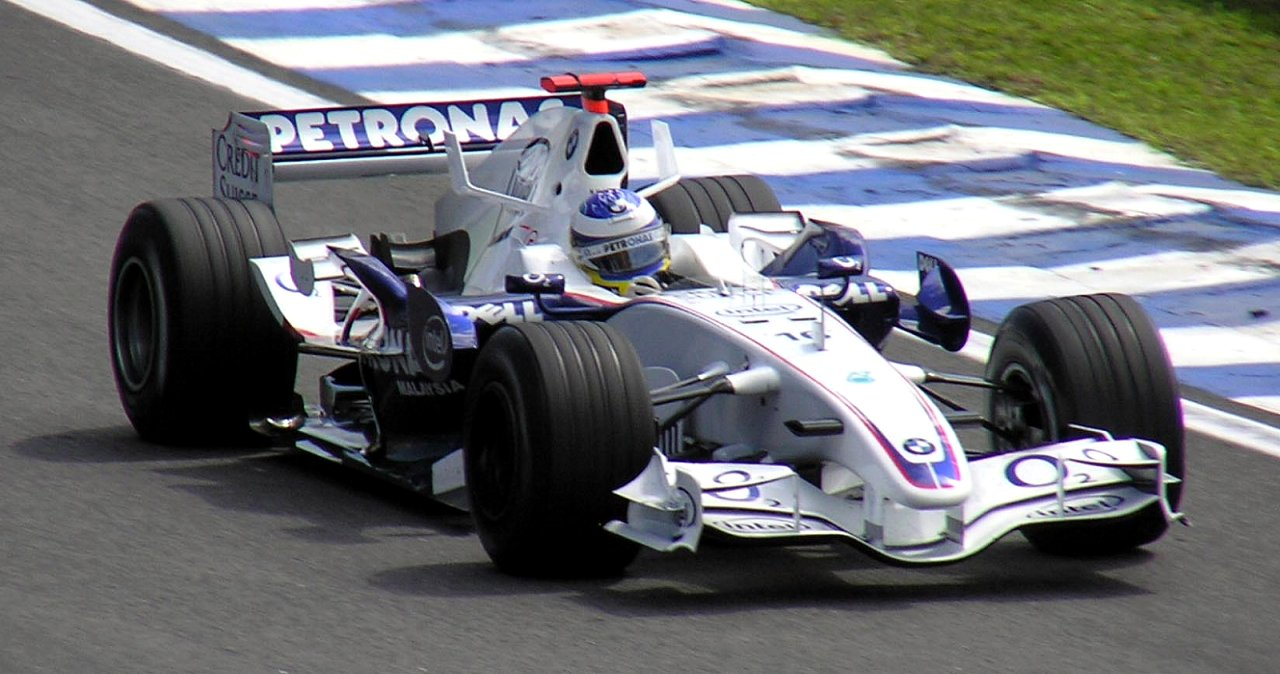
Heidfeld ve voze BMW Sauber při Grand Prix Brazílie 2006.

Během sezóny 2006 získal Heidfeld pro nový tým mnoho bodů. V Malajsii jezdil dokonce druhý, nakonec ale dojel čtvrtý. Na okruhu Indianapolis měl Nick havárii, společně se Scottem Speedem, Kimi Räikkönenem a Juanem Pablem Montoyou. Heidfeldův vůz skončil v bariéře. Všichni jezdci vyvázli bez zranění. Grand Prix Maďarska znamenala první stupně vítězů pro BMW Sauber, kde Nick skončil třetí. Celkově obsadil deváté místo, když získal 23 bodů.
Na konci roku 2006 se stal Nick terčem médií, bylo to ohledně Roberta Kubici, který na konci sezóny vyhnal z kokpitu Jacquese Villeneuva a hned v druhém závodě dojel třetí. Heidfeld prý sice poráží své nováčkovské týmové kolegy, ale zase ne o moc bodů (v roce 2001 porazil Räikkönena o 3 body; v roce 2002 porazil Massu o 3 body). A právě Räikkönen a Massa podepsali smlouvu pro rok 2007 s Ferrari, kdežto Heidfeld zůstal u BMW.

#### 2007

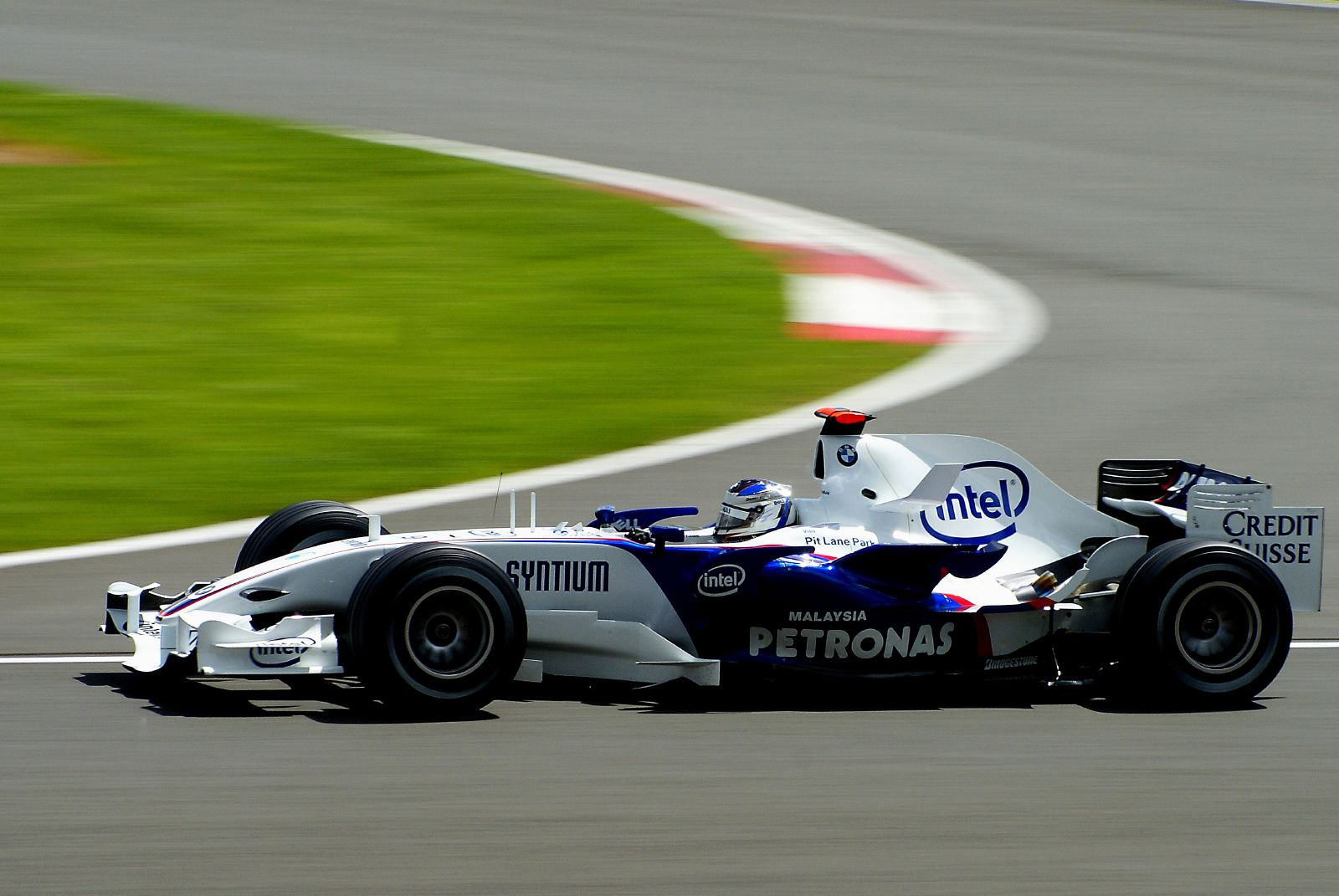
Heidfeld s vozem BMW Sauber při Grand Prix Velké Británie 2007.

Start do nové sezóny 2007 se Nickovi povedl. V Bahrajnu dostihl mistra světa, Fernanda Alonsa, předjel ho a Kubicu porazil o půl minuty. V dalších závodech získal Nick tři 4. místa, jedno šesté a v Grand Prix Kanady dokonce druhé místo, kde v kvalifikaci porazil i oba vozy Ferrari. Vyrovnal si tak své osobní maximum v závodě. Po odstoupení z 5. místa v Grand Prix USA, byl ve Francii a Velké Británii poražen týmovým kolegou, Robertem Kubicou. V deštivé Grand Prix Evropy na Nickově domácí trati, kolidoval Heidfeld v prvním kole s Kubicou, oba ale pokračovali dál a Nick v posledním kole Kubicu předjel, přestože musel 6x do boxů. Forma se Nickovi vrátila v Maďarsku, kde se kvalifikoval jako druhý a dojel třetí. Poté obsadil dvě čtvrtá místa, v Turecku a Itálii a páté místo v Belgii. Deštivé Japonsko Nickovi vůbec nesedlo a poprvé v sezóně nebodoval, pokud dokončil závod. V Číně si dojel pro sedmé místo a jeden závod před koncem sezóny si upevnil své už jisté páté místo v poháru jezdců. Sezóna 2007 je tak pro Nicka ta nejúspěšnější v kariéře. Snad se u něj konečně blýská na lepší časy.
Po několika měsících spekulací, potvrdilo BMW Heidfelda i pro rok 2008. Ze současných jezdců F1 má Nick na kontě nejvíce závodů bez vítězství.
28. dubna 2007 objel Heidfeld 3 kola kolem legendární 14 mil dlouhé trati Nordschleife. Vůz F1 se tady objevil po 31 letech.

#### 2008
Podobně úspěšná byla pro Nicka i sezóna 2008. Celkem 4x dojel závod na 2. místě. Jinak po celou sezónu pravidelně sbíral body. Celkově jich nasbíral 60 a skončil na celkovém 6. místě. Na své první vítězství však Nick čekal nadále.

#### 2009
Vstup do nové sezóny Nickovi příliš nevyšel. Z prvních třech závodů bodoval pouze jedinkrát. Byl ovšem na 2. místě v deštivém závodě v Malajsii, kde jezdci brali jen polovinu bodů, jelikož se neodjelo 75% závodu. Poté Nick moc nebodoval, dařilo se mu až v posledních závodech sezóny.

### 2010: Sauber
Heidfeld nezískal na sezonu 2010 místo závodního pilota, proto podepsal smlouvu s Mercedesem, a stal se tak testovacím a třetím pilotem stříbrných šípů. V polovině sezony přešel Nick k výrobci pneumatik Pirelli a testoval pneumatiky pro následující sezonu. Tím získal pro týmy velikou cenu. 14. září 2010 bylo oznámeno, že Nick Heidfeld s okamžitou platností nahradí Pedra de la Rosu v pozici závodního pilota týmu Sauber. Nick kvůli tomu musel opustit své místo testovače Pirelli.

### 2011: Lotus Renault GP
Tým Lotus Renault GP oznámil 16. února, že Nick Heidfeld nahradí zraněného Roberta Kubicu, který 6. února havaroval v italské rally Ronde di Andora.

## Kompletní výsledky
| Legenda k tabulce | Legenda k tabulce                                                                       |
| Barva             | Výsledek                                                                                |
| ----------------- | --------------------------------------------------------------------------------------- |
| Zlatá             | Vítěz                                                                                   |
| Stříbrná          | 2. místo                                                                                |
| Bronzová          | 3. místo                                                                                |
| Zelená            | Bodované umístění                                                                       |
| Modrá             | Nebodované umístění                                                                     |
| Modrá             | Dokončil neklasifikován (NC)                                                            |
| Fialová           | Odstoupil (Ret)                                                                         |
| Červená           | Nekvalifikoval se (DNQ)                                                                 |
| Červená           | Nepředkvalifikoval se (DNPQ)                                                            |
| Černá             | Diskvalifikován (DSQ)                                                                   |
| Bílá              | Nestartoval (DNS)                                                                       |
| Bílá              | Závod zrušen (C)                                                                        |
| Světle modrá      | Pouze trénoval (PO)                                                                     |
| Světle modrá      | Páteční testovací jezdec (TD)                                                           |
| Bez barvy         | Netrénoval (DNP)                                                                        |
| Bez barvy         | Vyřazen (EX)                                                                            |
| Bez barvy         | Nepřijel (DNA)                                                                          |
| Bez barvy         | Odvolal účast (WD)                                                                      |
| Bez barvy         | Nezúčastnil se (prázdné)                                                                |
| Označení          | Význam                                                                                  |
| Tučnost           | Pole position                                                                           |
| Kurzíva           | Nejrychlejší kolo                                                                       |
| †                 | Jezdec nedojel do cíle, ale byl klasifikován, protože odjel více než 90 % délky závodu. |
| ‡                 | Byl udělován poloviční počet bodů, protože bylo odjeto méně než 75 % délky závodu.      |
| Horní index       | Umístění bodujících jezdců ve sprintu                                                   |

### Formule 1
| Rok  | Tým                         | Šasi             | Motor                | 1       | 2       | 3       | 4       | 5       | 6       | 7       | 8       | 9       | 10      | 11      | 12      | 13      | 14      | 15      | 16      | 17      | 18      | 19     | Body | Umístění  |
| ---- | --------------------------- | ---------------- | -------------------- | ------- | ------- | ------- | ------- | ------- | ------- | ------- | ------- | ------- | ------- | ------- | ------- | ------- | ------- | ------- | ------- | ------- | ------- | ------ | ---- | --------- |
| 2000 | Gauloises Prost Peugeot     | Prost AP03       | Peugeot A20 3.0 V10  | AUS 9   | BRA Ret | SMR Ret | GBR Ret | ESP 16  | EUR EX  | MON 8   | CAN Ret | FRA 12  | AUT Ret | GER 12† | HUN Ret | BEL Ret | ITA Ret | USA 9   | JPN Ret | MAL Ret |         |        | 0    | 20. místo |
| 2001 | Sauber Petronas             | Sauber C20       | Petronas 01A 3.0 V10 | AUS 4   | MAL Ret | BRA 3   | SMR 7   | ESP 6   | AUT 9   | MON Ret | CAN Ret | EUR Ret | FRA 6   | GBR 6   | GER Ret | HUN 6   | BEL Ret | ITA 11  | USA 6   | JPN 9   |         |        | 12   | 8. místo  |
| 2002 | Sauber Petronas             | Sauber C21       | Petronas 02A 3.0 V10 | AUS Ret | MAL 5   | BRA Ret | SMR 10  | ESP 4   | AUT Ret | MON 8   | CAN 12  | EUR 7   | GBR 6   | FRA 7   | GER 6   | HUN 9   | BEL 10  | ITA 10  | USA 9   | JPN 7   |         |        | 7    | 10. místo |
| 2003 | Sauber Petronas             | Sauber C22       | Petronas 03A 3.0 V10 | AUS Ret | MAL 8   | BRA Ret | SMR 10  | ESP 10  | AUT Ret | MON 11  | CAN Ret | EUR 8   | FRA 13  | GBR 17  | GER 10  | HUN 9   | ITA 9   | USA 5   | JPN 9   |         |         |        | 6    | 14. místo |
| 2004 | Benson & Hedges Jordan Ford | Jordan EJ14      | Ford RS2 3.0 V10     | AUS Ret | MAL Ret | BHR 15  | SMR Ret | ESP Ret | MON 7   | EUR 10  | CAN 8   | USA Ret | FRA 16  | GBR 15  | GER Ret | HUN 12  | BEL 11  | ITA 14  | CHN 13  | JPN 13  | BRA Ret |        | 3    | 18. místo |
| 2005 | BMW WilliamsF1 Team         | Williams FW27    | BMW P84/5 3.0 V10    | AUS Ret | MAL 3   | BHR Ret | SMR 6   | ESP 10  | MON 2   | EUR 2   | CAN Ret | USA DNS | FRA 14  | GBR 12  | GER 11  | HUN 6   | TUR Ret | ITA PO  | BEL     | BRA     | JPN     | CHN    | 28   | 11. místo |
| 2006 | BMW Sauber F1 Team          | BMW Sauber F1.06 | BMW P86 2.4 V8       | BHR 12  | MAL Ret | AUS 4   | SMR 13  | EUR 10  | ESP 8   | MON 7   | GBR 7   | CAN 7   | USA Ret | FRA 8   | GER Ret | HUN 3   | TUR 14  | ITA 8   | CHN 7   | JPN 8   | BRA 17† |        | 23   | 9. místo  |
| 2007 | BMW Sauber F1 Team          | BMW Sauber F1.07 | BMW P86/7 2.4 V8     | AUS 4   | MAL 4   | BHR 4   | ESP Ret | MON 6   | CAN 2   | USA Ret | FRA 5   | GBR 6   | EUR 6   | HUN 3   | TUR 4   | ITA 4   | BEL 5   | JPN 14† | CHN 7   | BRA 6   |         |        | 61   | 5. místo  |
| 2008 | BMW Sauber F1 Team          | BMW Sauber F1.08 | BMW P86/8 2.4 V8     | AUS 2   | MAL 6   | BHR 4   | ESP 9   | TUR 5   | MON 14  | CAN 2   | FRA 13  | GBR 2   | GER 5   | HUN 10  | EUR 9   | BEL 2   | ITA 5   | SIN 6   | JPN 9   | CHN 5   | BRA 10  |        | 60   | 6. místo  |
| 2009 | BMW Sauber F1 Team          | BMW Sauber F1.09 | BMW P86/9 2.4 V8     | AUS 10  | MAL 2‡  | CHN 12  | BHR 19  | ESP 7   | MON 11  | TUR 11  | GBR 15  | GER 10  | HUN 11  | EUR 11  | BEL 5   | ITA 7   | SIN Ret | JPN 6   | BRA Ret | ABU 5   |         |        | 19   | 13. místo |
| 2010 | BMW Sauber F1 Team          | Sauber C29       | Ferrari 056 2.4 V8   | BHR     | AUS     | MAL     | CHN     | ESP     | MON     | TUR     | CAN     | EUR     | GBR     | GER     | HUN     | BEL     | ITA     | SIN Ret | JPN 8   | KOR 9   | BRA 17  | ABU 11 | 6    | 18. místo |
| 2011 | Lotus Renault GP            | Renault R31      | Renault RS27 2,4 V8  | AUS 12  | MAL 3   | CHN 12  | TUR 7   | ESP 8   | MON 8   | CAN Ret | EUR 10  | GBR 8   | GER Ret | HUN Ret | BEL     | ITA     | SIN     | JPN     | KOR     | IND     | ABU     | BRA    | 34   | 11. místo |

### Formule E
| Rok     | Tým                | Auto                     | 1       | 2       | 3      | 4       | 5       | 6       | 7      | 8      | 9       | 10     | 11      | 12    | Body | Umístění  |
| ------- | ------------------ | ------------------------ | ------- | ------- | ------ | ------- | ------- | ------- | ------ | ------ | ------- | ------ | ------- | ----- | ---- | --------- |
| 2014–15 | Venturi Grand Prix | Spark-Renault SRT 01E    | BEI 13† | PUT DSQ | PDE 10 | BNA 8   | MIA 12  | LBH 11  | MON 10 | BER 5  | MOS 3   | LON 13 | LON Ret |       | 31   | 12. místo |
| 2015–16 | Mahindra Racing    | Spark-Mahindra M2ELECTRO | BEI 3   | PUT 9   | PDE    | BNA 7   | MEX 8   | LBH 4   | PAR 12 | BER 7  | LON 13  | LON 7  |         |       | 53   | 10. místo |
| 2016–17 | Mahindra Racing    | Spark-Mahindra M3ELECTRO | HKG 3   | MAR 9   | BUE 15 | MEX 12  | MON 3   | PAR 3   | BER 3  | BER 10 | NYC Ret | NYC 3  | MTL Ret | MTL 5 | 88   | 7. místo  |
| 2017–18 | Mahindra Racing    | Spark-Mahindra M4ELECTRO | HKG 3   | HKG 16  | MAR 7  | SAN Ret | MEX Ret | PDE Ret | ROM 16 | PAR 11 | BER 10  | ZUR 6  | NYC 6   | NYC 8 | 42   | 11. místo |

### Výsledky v ostatních formulových kategoriích
| Sezóna | Série                     | Tým                        | Vůz                       | Závody | Vítězství | Pole Position | Podium | Body | Konečné umístění |
| 1994   | Formule Ford 1600 Německo |                            |                           | 9      | 8         |               |        |      | 1. místo         |
| 1995   | Formule Ford 1800 Německo | ADAC Nordrhein Junior Team | Van Diemen RF95-Ford      |        |           |               |        |      | 2. místo         |
| 1996   | Formule 3 Německo         | Opel Team BSR              | Dallara F395-Opel         | 15     | 3         | 3             | 6      | 138  | 3. místo         |
| 1997   | Formule 3 Německo         | Opel Team BSR              | Dallara F397-Opel Spiess  | 18     | 5         | 5             | 11     | 224  | 1. místo         |
| 1998   | FIA Formule 3000          | West Competition Team      | Lola T96/50-Zytek Judd V8 | 12     | 3         | 2             | 7      | 58   | 2. místo         |
| 1999   | FIA Formule 3000          | West Competition Team      | Lola T99/50-Zytek         | 10     | 4         | 4             | 7      | 59   | 1. místo         |

### Výsledky ze závodu 24 hodin Le Mans
| Rok  | Kategorie | Tým          | Vůz/Motor                                      | Spolujezdci                        | Umístění   |
| 1999 | LMGTP     | AMG-Mercedes | Mercedes-Benz CLR-Mercedes-Benz GT108C 5.7L V8 | Christophe Bouchut, Peter Dumbreck | nedokončil |

## Osobní život
Heidfeld žije ve švýcarském městečku Stäfa se svou přítelkyní Patricií, dcerou Juni (n. 2005) a synem Jodou (n. 2007). Heidfeldův mladší bratr Sven je také automobilový závodník.